# Tipula (Microtipula) subarmata
Tipula (Microtipula) subarmata is een tweevleugelige uit de familie langpootmuggen (Tipulidae). De soort komt voor in het Neotropisch gebied.